# 杨寿山 (1913年)
杨寿山（1913年—1988年8月11日），男，直隶（今河北）巨鹿人，中华人民共和国政治人物。

## 生平
1937年9月参加革命工作，同年加入中国共产党。抗日战争期间，曾在冀南、鲁西、冀鲁豫等地工作。第二次国共内战中，随同第二野战军转战南北。中华人民共和国后，1950年-1952年，担任中共自贡市委第一书记；后改任川南区经委副主任、西南地方工业局局长。1954年到北京，在机械工业部门担负领导工作。历任中央第三机械部供销局局长，第一机械工业部党组成员、部长助理、副部长等职务。1960年参加北京市的领导工作，先后任中共北京市委常委、市计划委员会主任、市委书记、副市长。1978年调任中华人民共和国卫生部副部长兼国家医药管理总局局长。 1988年8月11日，杨寿山在北京病逝，终年75岁。